# Pattinam
Pattinam là một thị xã panchayat của quận Namakkal thuộc bang Tamil Nadu, Ấn Độ.

## Nhân khẩu
Theo điều tra dân số năm 2001 của Ấn Độ, Pattinam có dân số 8187 người. Phái nam chiếm 51% tổng số dân và phái nữ chiếm 49%. Pattinam có tỷ lệ 58% biết đọc biết viết, thấp hơn tỷ lệ trung bình toàn quốc là 59,5%: tỷ lệ cho phái nam là 67%, và tỷ lệ cho phái nữ là 50%. Tại Pattinam, 10% dân số nhỏ hơn 6 tuổi.